# Jan Dereziński

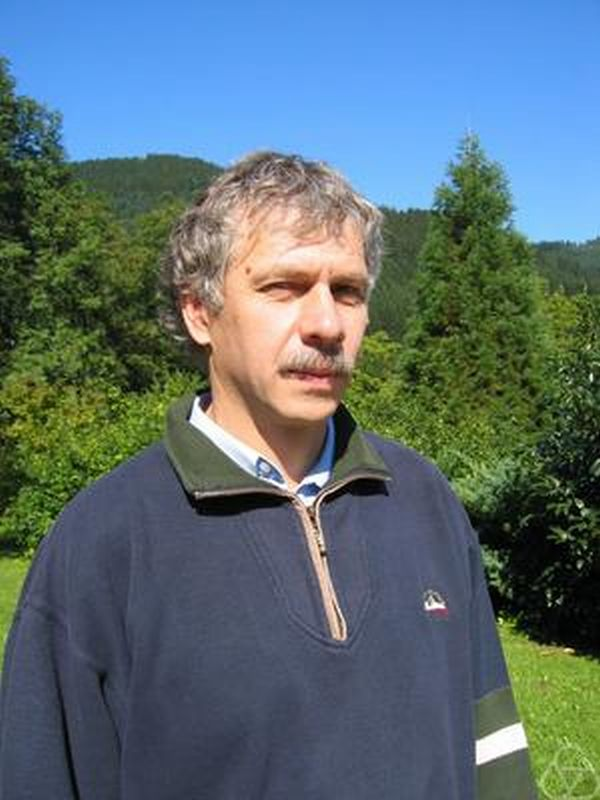
Jan Derezinski, Oberwolfach 2005

Jan Dereziński (* 1957) ist ein polnischer mathematischer Physiker.
Derezinski wurde 1985 am Virginia Polytechnic Institute bei George Hagedorn promoviert (Existence and Analyticity of Many Body Scattering Amplitudes at Low Energies). Er ist Professor an der Universität Warschau.
Er befasst sich mit vielen Bereichen der mathematischen Physik und ist vor allem durch seine Beiträge zur Streutheorie bekannt. 1993 bewies er unabhängig von Avy Soffer und Israel Michael Sigal Asymptotische Vollständigkeit für langreichweitige Potentiale.

## Schriften (Auswahl)
- mit Christian Gerard: Scattering theory of classical and quantum N-particle systems, Texts and Monographs in Physics, Springer, 1997
- mit Christian Gerard: Mathematics of Quantization and Quantum Fields, Cambridge Monographs in Mathematical Physics, Cambridge University Press 2013
- Asymptotic completeness of long-range N-body quantum systems, Ann. of Math., Band 138, 1993, S. 427–476
- Asymptotic completeness in nonrelativistic quantum field theory, Rep. Math. Phys. 40 (1997) 465–473
- Scattering in quantum field theory, in: H. Araki, B.-G. Englert, L.-C.Kwek, J. Suzuki, Mathematical Horizons for Quantum Physics, World Scientific 2010 doi:10.1142/7797
- mit Michał Wrochna: Exactly solvable Schrodinger operators, Annales Henri Poincare, Band 12, 2011, S. 397–418
- Return to equilibrium for small quantum systems interacting with environment, Reports on Mathematical Physics 59 (2007) 317–330
- Herausgeber mit Heinz Siedentop:  Large Coulomb Systems: Lecture Notes on Mathematical Aspects of QED, Springer 2006 doi:10.1007/b11607427
  - darin als Autor: Introduction to Representations of the Canonical Commutation and Anticommutation Relations, S. 63–143, doi:10.1007/3-540-32579-4_3